# Warren Buffett
Warren Buffett (30. kolovoza 1930.) američki je ulagač, industrijalac i filantrop. Prema listi časopisa Forbes treći je najbogatiji čovjek na svijetu, iza Williama (Billa) Gatesa i Jeffrey (Jeffa) Bezosa  (informacija od 5. ožujka 2019.).

## Karijera i poslovni život
Buffett je jedan od najuspješnijih ulagača na svijetu. Prema podatcima časopisa Forbes, njegovo bogatstvo na početku 2011. iznosilo je 47 milijarda USD. Često zvan „legendarni ulagač, Warren Buffett“, glavni je dioničar, predsjednik i glavni izvršni direktor kompanije Berkshire Hathaway. Današnja mjesečna plaća iznosi mu 100.000 USD. Stalno je svrstavan među najbogatije ljude svijeta.
Također zvan „Prorok iz Omahe“ ili „Mudrac iz Omahe“, Buffett je poznat po svojoj privrženosti filozofiji vrijednosnog ulaganja te po osobnoj štedljivosti unatoč ogomnom bogatstvu. Poznat je i kao filantrop. Obećao je da će nakon smrti podijeliti 99 posto bogatstva koje je stekao te će to učiniti uglavnom preko fundacije Billa Gatesa.
O njegovu ulaganju napisane su mnoge knjige.

## Privatni život
Warren Buffett, sin biznismena i političara Howarda Buffetta i Leile Buffett (djevojački Stahl), danas živi u Omahi, Nebraska, SAD. Ženio se dva puta, prvi put 1952. godine sa Susan Thompson. Zajedno su imali troje djece: kći Susie te sinove Howarda i Petera. Od 1977. Warren i Susan živjeli su odvojeno, ali se nikada nisu službeno rastavili. Susan je preminula u lipnju 2004. Godine 2006. Buffett je oženio svoju dugogodišnju partnericu Astrid Menks, s kojom i danas živi.
Zanimljiv je i podatak kako je izvješće o Buffettovoj DNK (genskoj strukturi) pokazalo kako su predci njegova oca živjeli u sjevernoj Skandinaviji, dok majčini vjerojatno imaju korijene na Pirenejskom poluotoku ili u Estoniji.